# فرزاد جعفری
فرزاد جعفری (زادهٔ ۵ فروردین ۱۳۷۲ - بهبهان) یک بازیکن فوتبال اهل ایران است.